# Garcia de Mèdici

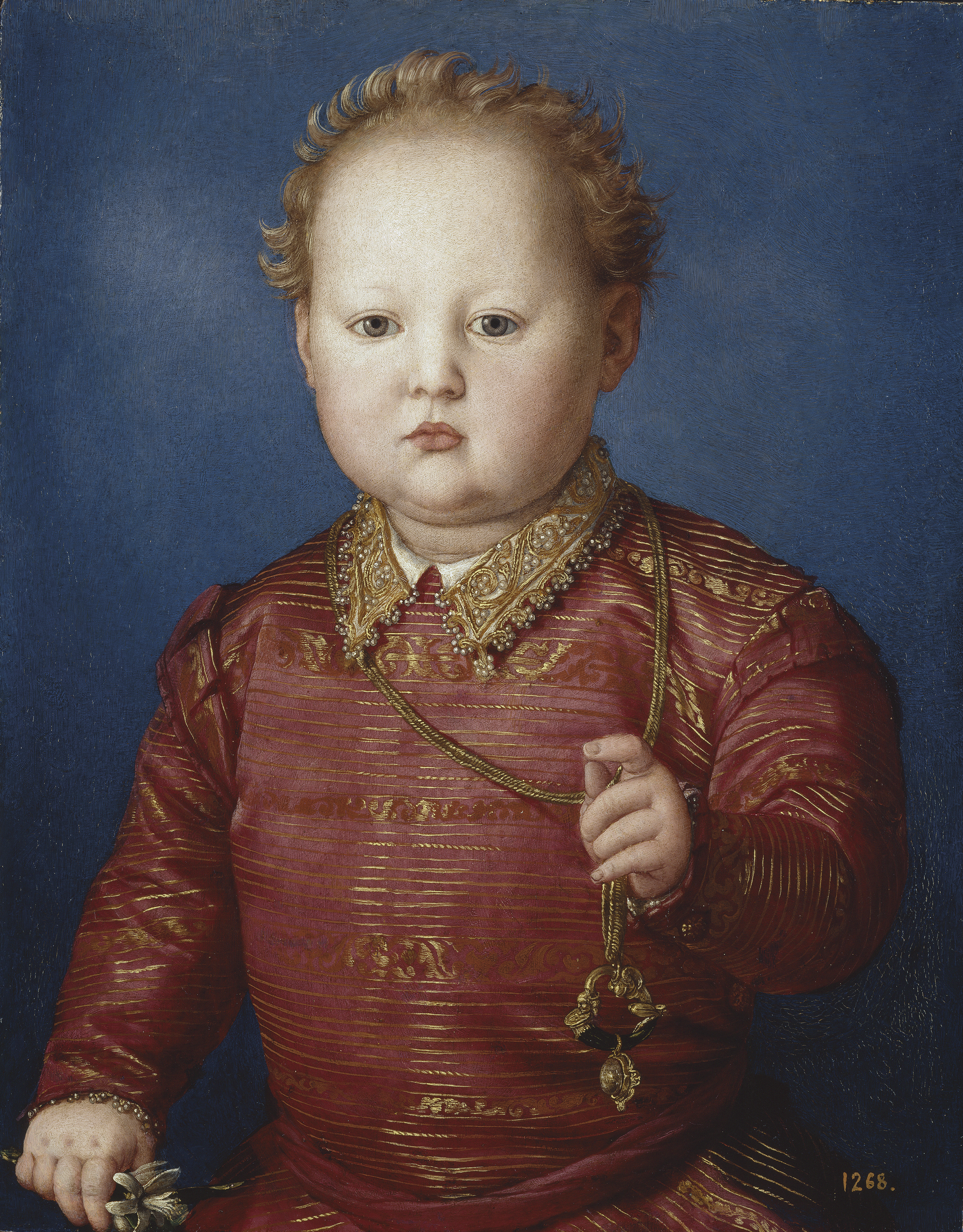
Rittrato di Garzia de' Medici, obra d'Agnolo Bronzino (vers el 1550).

Garcia de Mèdici (en italià: Garzia de' Medici) (Florència, Ducat de Florència 1547 - Livorno, 6 de desembre 1562) fou un membre de la família Mèdici.

## Orígens familiars
Va néixer el 5 de juliol de 1547 a la ciutat de Florència sent fill del duc Cosme I de Mèdici i Elionor de Toledo. Fou net per línia paterna de Giovanni dalle Bande Nere i Maria Salviati, i per línia materna de Pedro Álvarez de Toledo y Zúñiga i de la marquesa de Villafranca Juana Osorio y Pimentel.
Fou germà, entre d'altres, dels Grans Ducs Francesc I i Ferran I de Mèdici; d'Isabella de Mèdici, casada amb Paolo Giordano I Orsini; de Maria de Mèdici; el cardenal Joan de Mèdici; i de Lucrècia de Mèdici, casada amb Alfons II d'Este.

## Vida
Morí de malària a la ciutat de Livorno el 12 de desembre de 1562 pocs dies després que ho fes el seu germà, el cardenal Joan de Mèdici, i pocs dies abans que ho fes la seva mare.